# Ben Hoyer
Ben Hoyer – osada (buurt) w dzielnicy Dominguito, miasta Willemstad, w dystrykcie Willemstad, w kraju autonomicznym Curaçao, należącym do Holandii, w Ameryce Południowej. 20 października 2023 r. liczyła 225 mieszkańców. Pod względem powierzchni jest najmniejszą osadą w dzielnicy.